# 1038. grenadirski polk (Wehrmacht)
1038. grenadirski polk (izvirno nemško 1038. Grenadier-Regiment; kratica 1038. GR) je bil pehotni polk Heera v času druge svetovne vojne.

## Zgodovina
Polk je bil ustanovljen 26. junija 1944 kot del 64. pehotne divizije. Uničen je bil konec oktobra 1944.